# بارنزویل، اوهایو
بارنزویل (به انگلیسی: Barnesville) یک روستا در ایالات متحده آمریکا است که در شهرستان بلمون، اوهایو واقع شده‌است. بارنزویل ۵٫۰۵ کیلومتر مربع مساحت و ۴٬۱۹۳ نفر جمعیت دارد و ۳۸۷ متر بالاتر از سطح دریا قرار دارد.